# فورسيث (جورجيا)
فورسيث (بالإنجليزية: Forsyth, Georgia)‏ هي مدينة تقع في مقاطعة مونرو، جورجيا بولاية جورجيا في الولايات المتحدة. تبلغ مساحة هذه المدينة 12.9 (كم²)، وترتفع عن سطح البحر 219 م، بلغ عدد سكانها 3776 نسمة في عام 2010 حسب إحصاء مكتب تعداد الولايات المتحدة.

## أعلام
- ويليام فيلدز
- هارولد جي. كلارك
- أندرياس غرونتزيغ
- بوبي جاكسون
- ماريو هارفي

## وصلات خارجية
- Cities & Counties - Georgia.gov